# Eggs (film)
Pour plus de détails, voir Fiche technique et Distribution.
Eggs est un film norvégien réalisé par Bent Hamer, sorti en 1995.

## Synopsis
Deux frères septuagénaires vivent ensemble avec pour seul lien avec le monde un poste de radio. C'est alors que le téléphone sonne.

## Fiche technique
- Titre français : Eggs
- Réalisation : Bent Hamer
- Scénario : Bent Hamer
- Pays d'origine : Norvège
- Format : Couleurs - 35 mm
- Genre : comédie dramatique
- Durée : 86 minutes
- Date de sortie : 1995

## Distribution
- Sverre Hansen : Moe
- Kjell Stormoen : Pa
- Leif Andrée : Konrad
- Juni Dahr : Cylindia Volund
- Ulf Wengård : Vernon
- Trond Høvik : Blomdal
- Alf Conrad Olsen : Jim
- Leif Malmberg : prêtre